# Шидловецькі

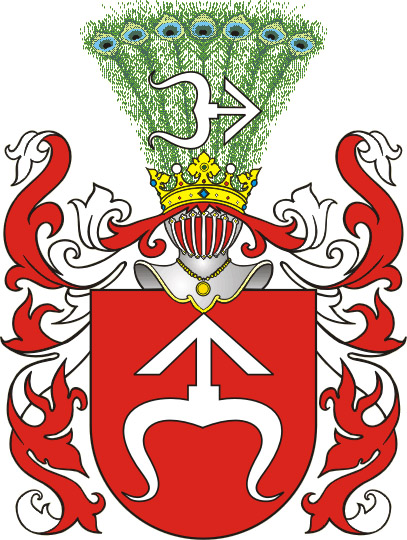
Варіант гербу Одровонж

Шидловєцькі — польський шляхетський рід гербу Одровонж. Прізвище походить від власності — польського міста Шидловєц.

## Представники
1. Анджей Одровонж званий Оболом (Обол) (пом. перед 1400).
  1. Малґожата — дружина Пйотра з Туловиців.
  2. Славко[pl] (бл. 1385 — бл. 1433) — протопласта роду Шидловєцьких, співвласник Шидловця, ймовірно, священник.
  3. Якуб[pl] (бл. 1380—1436) — протопласта роду Шидловєцьких; лицар, придворний єпископа Войцеха Ястшембця; співвласник Шидловця.
    1. Пйотр (бл. 1410 — перед 1470) — ксьондз.
    2. Барбара — дружина Станіслава з Шидлова.
    3. Міколай[pl] (бл. 1420—1477) — підстароста та бурґграф краківський, співвласник Шидловця.
    4. Станіслав[pl] (1405—1493) — жарнувський, радомський каштелян, першим почав підписуватись з Шидловця.
      1. Катажина (пом. 1533) — дружина Міколая Дунін-Вольського.
      2. Ян[pl] (1451/1452–1528) — пробст у Високій, схоластик Сандомирської катедри.
      3. Якуб (бл. 1453—1509) — бурґграф краківський, підскарбій надвірний і великий коронний, сандомирський каштелян і староста; староста сохачевський і ленчицький.
        1. Анна (пом. перед 1509).
        2. Зофія (пом. 1534) — дружина Станіслава Лясоцького[pl];
        3. Барбара (пом. 1563) — дружина Яна Спитка Тарновського

      4. Кшиштоф (1467—1532) — сандомирський, краківський каштелян, староста сєрадзький, ґостинінський, сохачівський, лукувський, новокорчинський, згаданий в грамоті короля Сігізмунда І Старого місту Львову.
        1. Зофія (бл. 1510 — після 1561) — дружина Яна Амора Тарновського.
        2. Зиґмунт (1526—1527).
        3. Кристина Катажина (1519—1556) — дружина Яна Мюнстенберзько-Олесніцького[en] з Подєбрад і Кунштату, князя зембицько-олесницького.
        4. Людвік Міколай[pl] (1524—1525).
        5. Ельжбета[pl] (1533—1562) — дружина Міколая Радзивіла Чорного.

      5. Пйотр[pl] (бл. 1470 — перед 1508) — хорунжий коронний, краківський бурґграф і підкоморій; староста ґостинінський та іновроцлавський.
      6. Міколай Станіслав (бл. 1475—1532) — надвірний хорунжий, коронний крайчий і підкоморій, краківський бурґграф і підкоморій, каштелян радомський і сандомирський, підскарбій Королівства Польського; староста радомський, ольштинський, ґостинінський, лелювський, кшепицький, освенцимський і заторський, городоцький; дружина — Анна Тенчинська
        1. Зофія.

      7. Анна (пом. після 1506) — дружина Войцеха Собека.
      8. Павел[pl] (1478—1506) — доктор канонічного та світського права; пробст у Білій, Шроді Велькопольській і Познані; канцлер королевича Сигізмунда; кустош Вавельської катедри, канонік сандомирський.
      9. Барбара — дружина Яна Спитка Спінека з Сульборовиців.
      10. Марцін (1487—1505) — придворний королевича Ссигізмунда.
      11. Ельжбета (пом. 1525) — дружина Анджея Зборовського.

## Світлини

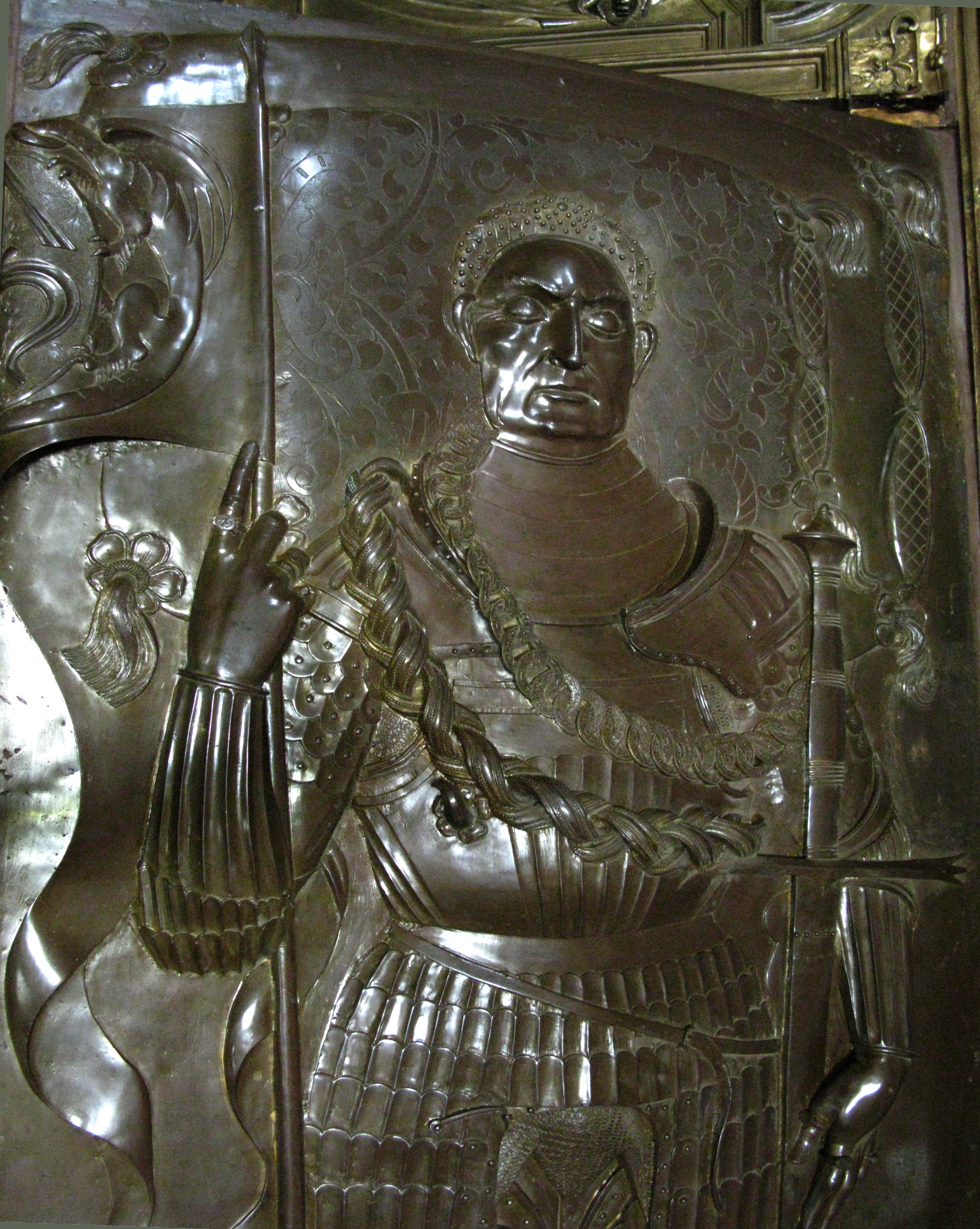
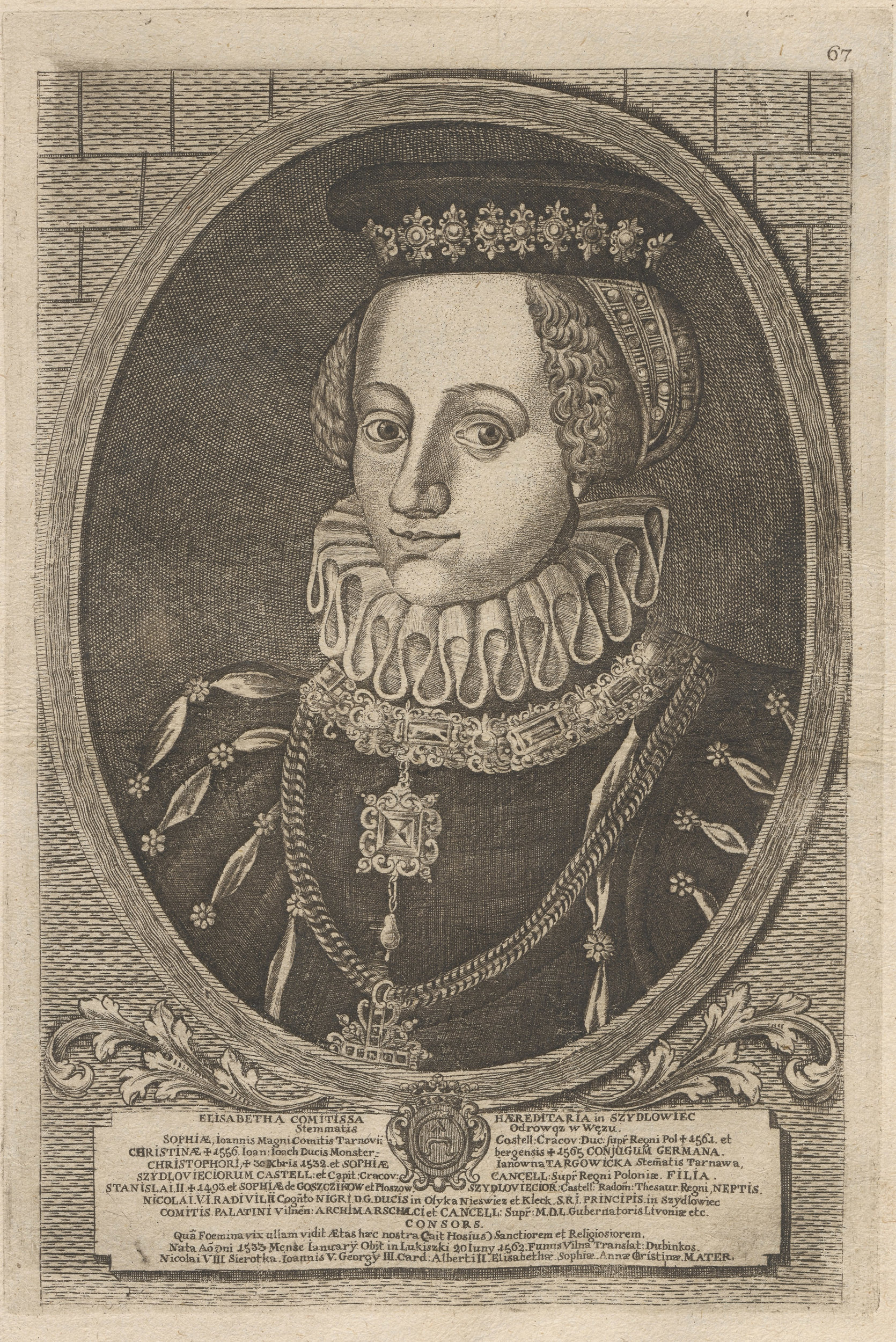